# بخش جکسون (شهرستان ویاندوت، اوهایو)
بخش جکسون (به انگلیسی: Jackson Township) یک منطقهٔ مسکونی در ایالات متحده آمریکا است که در شهرستان وایندات، اوهایو واقع شده‌است.
 بخش جکسون ۷۰٫۲ کیلومتر مربع مساحت و ۵۶۱ نفر جمعیت دارد و ۲۷۵ متر بالاتر از سطح دریا واقع شده‌است.